# Filosofia da Liberdade
A Filosofia da Liberdade, a obra filosófica fundamental do filósofo Rudolf Steiner. Originalmente publicada em 1893 na Língua alemã como Die Philosophie der Freiheit, a obra conta com duas traduções para o português.
Steiner inicialmente dividiu o problema da liberdade em liberdade pensar e liberdade da ação. Ele coloca que a liberdade interior é alcançada quando criamos uma ponte entre a percepção, que se refere à aparência externa do mundo, e nossa cognição, que nos dá acesso à estrutura interior do mundo; e que a liberdade exterior surge quando criamos uma ligação entre nossos ideais e os limites da realidade exterior, deixando nossas tarefas inspirarem-se pelo que ele denomina fantasia moral. Steiner considera a liberdade interior e exterior como complementares, e que a verdadeira liberdade somente é alcançada quando estão unidas.

## Contexto histórico
A obra seguiu-se a um estudo epistemológico de Steiner apresentado como sua tese de doutoramento na Universidade de Rostock em 1891, mais tarde publicada como livro sob o título Verdade e Ciência, também traduzido para o português.

## Visão Geral
Partindo de Schiller Steiner descreve como dos dois lados de nossa existência nossa experiencia atua nos tornando não-livres. Podemos facilmente reconhecer que nosso ser natural, nossa parte que compartilhamos com o mundo animal – nosso corpo físico, impulsos e desejos, pré-concepções e hábitos – tende a determinar nossos atos e nossa vida anímica. Por outro lado estão as determinações a partir de princípios éticos ou morais abstratos, “deveres”. Para Steiner, a liberdade não é a pura expressão de nossa natureza subjetiva, mas a unificação consciente desta com as leis objetivas do mundo.
Ao menos desde o tempo de Kant, a maior parte da filosofia ocidental reconheceu que o dualismo é inato à consciência humana. Esse dualismo surge porque percebemos a natureza exterior do mundo – as percepções – e sua “natureza interior” – os conceitos – de maneiras radicalmente separadas. Nossas percepções sensoriais imprimem em nós algo sobre a aparência exterior do mundo, enquanto nosso pensar penetra em sua natureza interior. Essa divisão ocorre pela própria estrutura humana e define sua experiência. Segundo Steiner superamos essa divisão entre percepção e conceito por meio da cognição. Quando contemplando nossa própria atividade pensamental, estamos percebendo que estamos pensando, e pensando que estamos percebendo. Segundo Steiner a liberdade surge mais puramente neste momento, quando a livre ideação surge da atividade interior – é o puro pensar, onde as percepções são também conceitos, esta é, para Steiner, a atividade espiritual.
Frente a uma percepção, é atiçada nossa capacidade de cognição, de encontrar um correspondente conceitual à impressão recebida. Nesse momento único ocorre a apreensão ideativa, que ele denomina “intuição”, e uma vez ligada à percepção, esse momento perdura sob a forma de representação. No pensar, ao invés de simplesmente repetir as representações, que se referem à atos cognitivos passados, se o ser humano buscar a cada novo fenômeno realizar uma nova intuição, ele atua criativamente.[carece de fontes?]
No campo do agir, os atos livres surgem a partir do que Steiner denomina “fantasia moral” – é um rearranjo criativo das representações. Ele coloca que somente praticamos atos livres a partir da fantasia moral, uma resposta eticamente impelida, mas particular a uma imediata situação dada. Essa resposta será sempre individual; não pode ser prevista ou pré-determinada. O individualismo ético é, para Steiner, característico da liberdade.[carece de fontes?]